# Lisa Koop

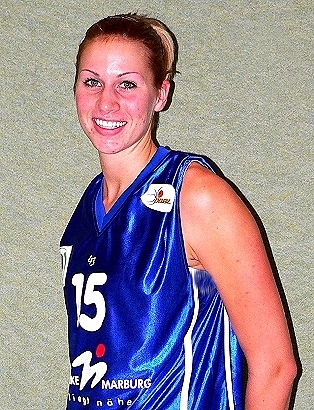
Lisa Koop

Lisa Andrea Koop (geboren am 23. September 1985 in Marburg) ist eine deutsche Basketballspielerin.

## Leben
Sie machte 2004 das Abitur am Gymnasium Philippinum in Marburg und studierte 2005 Biologie an der Winthrop University. Ab 2006 war sie an der Justus-Liebig-Universität Gießen eingeschrieben.

## Sportliche Karriere

### Verein
Die 1,97 m große Centerin spielte ab dem Jahr 2002 beim BC Marburg. Premiere bei der 1. Mannschaft hatte sie am 18. Dezember 2002 beim 95:90-Sieg in der zweiten Runde des deutschen Pokalwettbewerbs beim TV Hofheim. Somit war sie indirekt am späteren Pokalsieg beteiligt, auch wenn sie keinen Punkt erzielte.
Während sie in der folgenden Saison national nur in der inzwischen aufgestiegenen Zweitligamannschaft zum Einsatz kam, rückte sie für ein Europapokalspiel am 22. Oktober 2003 in Szeged (56:85-Niederlage) in die 1. Mannschaft und stand fünf Minuten auf dem Feld. Ihr Debüt in der 1. Damen-Basketball-Bundesliga gab sie am 17. Oktober 2004 im Rahmen des Saisoneröffnungsspieltages in Leipzig gegen die BG Bonn (72:77-Niederlage). Am Ende dieser Saison gewann ihr Team beim Pokal-Top-Four, zu dem Koop wegen einer Erkrankung nicht anreisen konnte, die Bronzemedaille.
In der Saison 2005/06 studierte und spielte Lisa Koop für ein Jahr an der Winthrop Universität in den Vereinigten Staaten und kehrte zum folgenden Spieljahr nach Marburg zurück. Sie wurde beim BC Marburg sowohl in der inzwischen wieder in die Regionalliga abgestiegenen 2. Mannschaft als auch immer häufiger in der Bundesliga eingesetzt. 2006 wurde sie zur festen Größe in Marburgs 1. Mannschaft und erhielt stetig steigende Spielzeit.
Zur Saison 2012/2013 wechselte Lisa Koop nach Pozzuoli zum italienischen Erstligisten Pallacanestro Pozzuoli. Zur Rückrunde wechselte sie dann zurück nach Deutschland zum Zweitligisten Grünen-Stern Keltern. Von dort wechselte sie 2013 zurück in die erste Bundesliga zum Herner TC und zur Saison 2014/2015 zu ihrem Heimatverein BC Marburg. Am 4. April 2015 absolvierte sie bei der 46:75-Play-off-Niederlage gegen den TSV 1880 Wasserburg ihr 200. Spiel für den BC Marburg.
Zur Saison 2015/2016 wechselte sie zu den ChemCats Chemnitz, in der Saison 2016/2017 spielte sie für Landerneau Bretagne Basket in der zweiten französischen Liga. Es folgte der Wechsel nach Schweden, wo sie im Spieljahr 2017/18 für Umeå BBK in der ersten Liga auflief und in 30 Einsätzen im Schnitt 13,1 Punkte sowie 8,7 Rebounds erzielte.
Auch zu Beginn der Saison 2018/19 weilte sie noch kurz bei Umeå, im Oktober 2018 schloss sie sich dem tschechischen Erstligaklub Slavia Prag an. Koop spielte von Saisonbeginn 2019/20 bis Ende Januar 2021 für die Newcastle Eagles in England und anschließend für den Bundesligisten TK Hannover. Zur Saison 2021/22 schloss sich Kopp, die an der Deutschen Sporthochschule Köln eine Doktorarbeit begann, dem Bundesliga-Aufsteiger Rheinland Lions an. 2022 wurde sie mit den Rheinländerinnen deutsche Vizemeisterin. Im Januar 2023 meldete sich der Verein auf dem ersten Bundesliga-Tabellenplatz stehend vom Spielbetrieb ab. Dem war die Einleitung eines Insolvenzverfahrens vorausgegangen.
Im Sommer 2023 wechselte Koop zum Bundesliga-Aufsteiger Orthomol Wings Leverkusen (BBZ Opladen). Im Anschluss an die Saison 2023/24 spielte sie in Australien für die Gold Coast Rollers und kehrte anschließend nach Leverkusen zurück.

### Nationalmannschaft
Lisa Koop nahm im Jahr 2005 mit der deutschen Auswahl an der U20-Europameisterschaft teil.
Im Folgejahr wurde sie auch in die A-Nationalmannschaft berufen. Bei ihrer Premiere im Freundschaftsspiel am 9. August 2006 in Istanbul (64:76-Niederlage gegen die Türkei) erzielte sie zwei Punkte. Anschließend bestritt sie mit der Mannschaft erfolgreich die EM-Qualifikation. Koop stand im vorläufigen Nationalkader, für die Europameisterschaft 2007 in Chieti/Italien und spielte am 1. und 2. September 2007 im Rahmen der EM-Vorbereitung mit der Nationalmannschaft zwei Testspiele gegen Kroatien (67:78, 80:77) in ihrer Heimatstadt Marburg. Danach wurde sie nicht für den endgültigen 12er-EM-Kader nominiert, blieb aber auf Abruf bereit.
2008 wurde Lisa Koop erneut in die Nationalmannschaft berufen und spielte ebenso wie 2010 bis 2014 in den jeweiligen Vorbereitungsspielen der Europameisterschaftsqualifikationen und in den Qualifikationsspielen zu den Europameisterschaften. 2011 gewann Lisa Koop mit Deutschland das direkt vor der EM ausgetragene Ausscheidungsturnier und sicherte sich dadurch den letzten freien Platz für das EM Turnier 2011 in Polen, wo es sich mit dem 13. Platz zufriedengeben musste.

### Erfolge
In der Bundesligarunde 2010/2011 belegte Lisa Koop mit dem BC Marburg den ersten Platz und wurde nach den Play-offs Vierter der deutschen Meisterschaft. In der Pokalrunde 2010/2011 erreichte sie mit dem BC Marburg den dritten Rang. Ebenso gewann Koop mit dem BC Marburg in der Deutschen Meisterschaft in den Jahren 2010 und 2012 die Bronzemedaille.